# Petroquímica Reynosa
Petroquímica Reynosa är en ort i Mexiko.   Den ligger i kommunen Reynosa och delstaten Tamaulipas, i den nordöstra delen av landet, 700 km norr om huvudstaden Mexico City. Petroquímica Reynosa ligger 46 meter över havet och antalet invånare är 129.
Terrängen runt Petroquímica Reynosa är platt. Runt Petroquímica Reynosa är det ganska tätbefolkat, med 166 invånare per kvadratkilometer. Närmaste större samhälle är Reynosa, 8,3 km sydost om Petroquímica Reynosa. Runt Petroquímica Reynosa är det i huvudsak tätbebyggt.